# Liste du patrimoine immobilier classé de Nassogne
Cette page regroupe l'ensemble du patrimoine immobilier classé de la commune belge de Nassogne.
| Objet | Année de construction / Architecte | Adresse            | Section communale | Coordonnées                      | Numéro d’inventaire | Illustration                           |
| --- | ---------------------------------- | ------------------ | ----------------- | -------------------------------- | ------------------- | -------------------------------------- |
| Chœur roman de l'église Saint-Monon (M) ainsi que l'ensemble formé par ladite église, le cimetière qui l'entoure et son vieux mur de clôture (S) |                                    | rue du parvis      | Nassogne          | 50° 07′ 43″ nord, 5° 20′ 28″ est | 83040-CLT-0001-01   | Église Saint-Monon et cimetière        |
| Totalité de l'église Saint-Monon et mur de l'ancien cimetière qui l'entoure                                                                      |                                    | rue du parvis      | Nassogne          | 50° 07′ 42″ nord, 5° 20′ 27″ est | 83040-CLT-0002-01   | Église Saint-Monon et mur du cimetière |
| Dolmens situés sur le territoire de la commune de Forrières (Pierres du Diable)                                                                  |                                    | Inzomet            | Forrières         | 50° 07′ 50″ nord, 5° 16′ 02″ est | 83040-CLT-0003-01   | Image manquanteTéléverser              |
| Château de Grune |                                    |                    | Grune             | 50° 09′ 23″ nord, 5° 23′ 03″ est | 83040-CLT-0004-01   | Image manquanteTéléverser              |
| Immeuble |                                    | Rue de Masbourg, 2 | Lesterny          | 50° 06′ 46″ nord, 5° 16′ 55″ est | 83040-CLT-0005-01   | Image manquanteTéléverser              |